# Against All Odds (2011)
Against All Odds 2011 — ежегодное ППВ шоу, которое проводит Total Nonstop Action Wrestling. Шоу прошло 13 февраля 2011 года на TNA Impact! Zone во Флориде.Шоу стало седьмым событием Against All Odds.

## Результаты
| #                                | Результат | Тип матча                                                   | Время |
| -------------------------------- | --- | ----------------------------------------------------------- | ----- |
| Dark                             | Робби И (с Куки) победил Макса и Джереми Баков по отсчету                                                     | Three-way матч за претендента TNA X Division Championship   | 0:27  |
| 1                                | Казариан (с) победил Робби И (с Куки)                                                                         | Одиночный матч за TNA X Division Championship               | 07:11 |
| 2                                | Пивные Деньги, Инк (Джеймс Шторм и Роберт Руд) и Скотт Штайнер победили Имморталов (Роб Терри, Ганнер и Мёрфи | Six Man Tag Team матч                                       | 10:13 |
| 3                                | Самоа Джо (с Окато) победил Д’Анджело Динеро                                                                  | Одиночный матч                                              | 08:31 |
| 4                                | Мэдисон Рейн (с) победила Микки Джеймс                                                                        | Last Man Standing матч за TNA Women’s Knockout Championship | 08:28 |
| 5                                | Роб Ван Дам победил Мэтта Харди                                                                               | Одиночный матч                                              | 13:18 |
| 6                                | Булли Рей победил Братца Девона                                                                               | Уличная драка                                               | 09:24 |
| 7                                | Джефф Джарретт (с Карен Джаррет) победил Курта Энгла                                                          | Одиночный матч                                              | 16:13 |
| 8                                | Джефф Харди победил Кена Андерсона (c)                                                                        | Матч с лестницами за TNA World Heavyweight Championship     | 18:15 |
| (c) - чемпион на момент поединка | |                                                             |       |